# Коловандин, Борис Андреевич
Борис Андреевич Коловандин (1938—1998) — советский и белорусский учёный-механик, академик АН Белоруссии, лауреат премии Совета Министров СССР.

## Биография
Борис Коловандин родился 21 января 1938 года в Архангельске. В 1961 году он окончил физико-механический факультет Ленинградского политехнического института, после чего проживал и работал в Харькове. В 1966 году защитил кандидатскую диссертацию в Институте чёрной металлургии Госплана Украинской ССР, после чего уехал в Минск. Работал сначала старшим научным сотрудником, затем заведующим лабораторией турбулентности Института тепло- и массообмена Академии наук Белорусской ССР.
Коловандин внёс большой вклад в исследование турбулентности и процессов переноса в жидкостях. Являлся автором большого количества научных работ в этих областях. За прикладные исследования в области навигации подводных объектов и снижения их гидродинамического сопротивления при движении в жидких средах ему была присуждена премия Совета Министров СССР 1982 года. Кроме того, внёс большой вклад в разработку и пуск в эксплуатацию оборудования для очистки и утилизации загрязнённых вод. 
В 1989 году Коловандин был избран членом-корреспондентом Академии наук Белорусской ССР, а в 1994 году — академиком Академии наук Белоруссии. Научную деятельность совмещал с педагогической работой в Белорусском государственном университете и ряде университетов за рубежом. Под его руководством были защищены 2 докторских и 10 кандидатских диссертаций.
Умер 7 июня 1998 года, похоронен на Восточном кладбище Минска.

## Память
- Мемориальная доска установлена Академику Коловандину Б. А. в г. Минске (2005). Скульптор — А. Кострюков[2]. Надпись: "В этом доме жил известный ученый в области механики, лауреат премии Совета Министров СССР, академик Борис Андреевич Коловандин".